# رابین ولش
رابین ولش (انگلیسی: Robin Welsh; ۲۰ اکتبر ۱۸۶۹ – ۲۱ اکتبر ۱۹۳۴) تنیس‌باز، ورزشکار کرلینگ و بازیکن راگبی ۱۵ نفره اهل بریتانیا بود.
از افتخارات وی میتوان به کسب مدال طلا کرلینگ در بازی‌های المپیک زمستانی ۱۹۲۴ اشاره کرد.